# Sonja Vermeulen
Sonja Vermeulen (Gand, 22 febbraio 1957) è un'ex cestista belga.

## Carriera
Con il Belgio ha disputato i Campionati europei del 1980.